# Clã Kennedy
O Clã Kennedy é um clã escocês da região das Terras Baixas e Irlanda.
O atual chefe é Archibald Angus Charles Kennedy, 8º Marquês de Ailsa, 19º Earl de Cassilis, 21º Lorde Kennedy, 8º Barão de Ailsa.